# Miss Bolivia 2014
Miss Bolivia 2014 fue la 35.ª edición de Miss Bolivia. Se llevó a cabo en el Salón Sirionó en la ciudad de Santa Cruz de la Sierra, el 31 de julio de 2014. Concursantes de los nueve departamentos bolivianos y una representante de los residentes bolivianos en España compitieron por el título. Al final del evento, Miss Bolivia 2013, Claudia Tavel Antelo, coronó a Romina Rocamonje, como su sucesora. Además por primera ocasión la Miss Mundo Bolivia fue elegida de manera separada de acuerdo a los requerimientos que exige este certamen, la ganadora fue Miss Litoral, Andrea Forfori.

## Resultados
| Posiciones                 | Departamento       | Delegada                              |
| Miss Bolivia Universo      | - Miss Beni        | Romina Rocamonje Fuentes              |
| Miss Bolivia Internacional | - Srta. Santa Cruz | Mory Joselyn Toro Leigue              |
| Miss Bolivia Tierra        | - Miss Chuquisaca  | Eloísa Gutiérrez Rendón               |
| Miss Bolivia Grand         | - Miss Santa Cruz  | Camila Alejandra Lepere Serrano       |
| Miss Bolivia Turismo       | - Miss Cochabamba  | Nicole Priscilla Vargas Serrate       |
| 1.ª finalista              | - Miss La Paz      | Mariel Rivera Bustillos               |
| 2.ª finalista              | - Señorita Litoral | Brenda Xiomara Ibáñez Viera           |
| 3.ª finalista              | - Miss Tarija      | Noelia Camacho Segovia                |
| 4.ª finalista              | - Srta Chuquisaca  | Geraldine Alejandra Guerra García (Δ) |

(Δ) Fue elegida por el voto del público en internet

## Representaciones
Representaciones de nuestra candidatas a nivel internacional representando a Bolivia
| Delegada                        | Concurso Internacional                | Sede           | Resultado         | Otros Premios                            |
| ------------------------------- | ------------------------------------- | -------------- | ----------------- | ---------------------------------------- |
| Romina Rocamonje Fuentes        | Reina Hispanoamericana 2014           | Bolivia        | Ganadora          | Miss Cielo y Miss Elegancia Rosamar      |
| Romina Rocamonje Fuentes        | Miss Universo 2014                    | Estados Unidos | No clasificó      |                                          |
| Romina Rocamonje Fuentes        | Miss Supranacional 2017               | Polonia        | Top 25            |                                          |
| Neidy Andrea Forfori Aguilera   | Miss Mundo 2014                       | Londres        | Top 25            | Top 10 de Belleza con Propósito          |
| Neidy Andrea Forfori Aguilera   | Miss Piel Dorada Internacional 2015   | México         | Primera finalista |                                          |
| Neidy Andrea Forfori Aguilera   | Miss Bikini Universe 2015             | China          | Finalista         |                                          |
| Mory Joselyn Toro Leigue        | Miss Internacional 2014               | Japón          | No clasificó      |                                          |
| Mory Joselyn Toro Leigue        | Miss Turismo Planet 2015              | Grecia         | No clasificó      | Miss Turism América y Mejor Traje Típico |
| Mory Joselyn Toro Leigue        | Miss Grand Internacional 2016         | Estados Unidos | No clasificó      |                                          |
| Mory Joselyn Toro Leigue        | Miss Eco Internacional 2019           | Egipto         | No clasificó      |                                          |
| Eloísa Gutiérrez Rendón         | Miss Tierra 2014                      | Filipinas      | No clasificó      |                                          |
| Eloísa Gutiérrez Rendón         | Reinado Internacional del Café 2015   | Colombia       | No Clasificó      |                                          |
| Eloísa Gutiérrez Rendón         | Miss Grand Internacional 2021         | Tailandia      | No clasificó      |                                          |
| Camila Alejandra Lepere Serrano | Miss Grand Internacional 2014         | Tailandia      | No clasificó      |                                          |
| Camila Alejandra Lepere Serrano | Miss Model of the World 2017          | China          | Top 30            |                                          |
| Nicole Priscilla Vargas Serrate | Miss Turismo Internacional 2014       | Malasia        | Top 20            | Miss Retrato                             |
| Brenda Xiomara Ibáñez Viera     | Miss Continentes Unidos 2014          | Ecuador        | No clasificó      |                                          |
| Joselin Mariel Martínez Paredes | Reinado Internacional de la Primavera | Perú           | No clasificó      |                                          |

## Miss Bolivia Mundo
Por primera vez en el Miss Bolivia, cada una de las candidatas debía realizar un video en el que apoyen una causa social. Con base en el proyecto que realizaron, además de las características que la Organización del Miss Mundo exige que tengan las candidatas, se eligieron a tres candidatas que reunían todas las cualidades y se eligió a la ganadora. Las candidatas que no ganaron continuaron compitiendo por las otras coronas.
| Posiciones              | Departamento      | Candidata                     |
| ----------------------- | ----------------- | ----------------------------- |
| Miss Bolivia Mundo 2014 | - Miss Litoral    | Neydi Andrea Forfori Aguilera |
| 1.ª finalista           | - Miss Chuquisaca | Eloísa Gutiérrez Rendón       |
| 2.ª finalista           | - Srta Santa Cruz | Mory Joselyn Toro Leigue      |

## Jurado Calificador
- Ana María Pereyra - Ex Miss Santa Cruz 1998 y Miss Bolivia Universo 1988 es actual presidenta del Círculo de Periodistas deportivos de Santa Cruz.
- Verónica Pino – Miss Tarija 1992 y Miss Bolivia Mundo 1992.
- Cecilia Terraza Ewel - Ex Miss Cochabamba 1982 y finalista del Miss Bolivia en 1982.
- Cynthia de Wille - Coordinadora y directora general de Espacio Cultural Orígenes en Chuquisaca.
- Alejandro Unzueta Shiriqui, nacido en Trinidad y actual director Ejecutivo y Propietario de la Clínica Dental Orest.
- César Alfonso Marruedo Herreras - Periodista especializado en tecnologías de la Información y Comunicación, además es Director de la Empresa Española 3D integral
- Christian Hidalgo, jefe de eventos de la Cervecería Boliviana Nacional.

## Significativa Histórica
Acerca de la Clasificaciones - Algunos departamentos ya sean Miss o Señorita ya clasificaron en años anteriores y algunos ya ganaron coronas.
- Miss Beni gana la corona de Miss Bolivia 2014, siendo su cuarta corona de nacional, después de 8 años cuando ganó la Srta Beni 2006 con Jessica Jordan.

- Srta Santa Cruz ganó el título de Miss Bolivia Internacional por última en el 2011 con Daniela Núñez Del Prado.

- Miss Chuquisaca gana por primera vez el Miss Bolivia Tierra.

- Miss Santa Cruz gana por primera vez el Miss Bolivia Grand Internacional.

- Miss Cochabamba gana por primera vez el Miss Turismo Bolivia.

- Miss Beni,  Señorita Santa Cruz,  Miss Chuquisaca, Miss Cochabamba, Señorita Chuquisaca y Miss Santa Cruz, repiten clasificación a finalistas.

- Miss La Paz,  Señorita Litoral y Miss Tarija clasificó por última vez en el 2012.

- Señorita Chuquisaca, clasifica por tercer año consecutivo .

## Títulos Previos
Durante la competencia del Miss Bolivia 2014 las candidatas lucharon por ganar algunos títulos previos, así destacándose las favoritas.
| Título                                                      | Departamento                                         | Candidata                                                                |
| ----------------------------------------------------------- | ---------------------------------------------------- | ------------------------------------------------------------------------ |
| Miss Silueta Paceña - Primera Finalista - Segunda Finalista | Miss Litoral - Miss Santa Cruz - Señorita Santa Cruz | Andrea Forfori Aguilera - Camila Alejandra Lepere - Joselyn Toro Leigue  |
| Miss Fotogénica                                             | Miss Santa Cruz                                      | Camila Alejandra Lepere                                                  |
| Miss Deporte Patra                                          | Miss Litoral                                         | Andrea Forfori Aguilera                                                  |
| Miss Amistad y Simpatía                                     | Miss Cochabamba                                      | Nicole Vargas Serrate                                                    |
| Miss Talento                                                | Miss Chuquisaca                                      | Eloísa Gutiérrez Rendón                                                  |
| Miss Cielo                                                  | Miss Chuquisaca                                      | Eloísa Gutiérrez Rendón                                                  |
| Mejor Cabellera Sedal                                       | Miss Litoral                                         | Andrea Forfori Aguilera                                                  |
| Mejor Sonrisa Orest - Primera Finalista - Segunda Finalista | Señorita Santa Cruz - Miss Santa Cruz - Miss Beni    | Joselyn Toro Leigue - Camila Alejandra Lepere - Romina Rocamonje Fuentes |
| Mejor Traje Típico                                          | Miss Valle                                           | Damaris Vidal Serafim                                                    |
| ⁫Miss Elegancia Rosamar                                      | Miss Beni                                            | Romina Rocamonje Fuentes                                                 |
| Chica AmasZonas                                             | Miss Beni                                            | Romina Rocamonje Fuentes                                                 |
| Miss Internet                                               | Señorita Chuquisaca                                  | Alejandra Guerra García                                                  |

## Candidatas Oficiales
- 23 candidatas de los 9 departamentos de País concursaron por la corona del Miss Bolivia 2014

| Candidata               | Nombre                            | Edad | Nacimiento | Altura | Ciudad Natal               | Profesión/Estudio                   |
| ----------------------- | --------------------------------- | ---- | ---------- | ------ | -------------------------- | ----------------------------------- |
| Miss Andalucía          | Abigail Yara Saldías Sánchez      | 18   | 1996       | 1.70   | Yacuiba                    | Estudia 6.º de Secundaria - Colegio |
| Miss Beni               | Romina Rocamonje Fuentes          | 21   | 1993       | 1.72   | Guayaramerín               | Estudia Veterinaria y Zootecnia     |
| Srta. Beni              | Caroline Sueiro Nallar            | 26   | 1988       | 1.72   | San Javier (Beni)          | Egresada de Comercio Internacional  |
| Miss Cochabamba         | Nicole Priscilla Vargas Serrate   | 24   | 1990       | 1.85   | Valle - Cochabamba         | Estudia Medicina                    |
| Srta. Cochabamba        | Claudia Stephanie Alanez Claure   | 24   | 1990       | 1.72   | Cochabamba                 | Egresada de Medicina                |
| Miss Chuquisaca         | Eloísa Gutiérrez Rendón           | 18   | 1996       | 1.73   | Sucre                      | Modelo Profesional                  |
| Srta. Chuquisaca        | Geraldine Alejandra Guerra García | 19   | 1995       | 1.71   | Monteagudo                 | Estudia Ingeniería Civil            |
| Miss La Paz             | Mariel Alexandra Rivera Bustillos | 19   | 1995       | 1.74   | La Paz                     | Estudia Ingeniería Civil            |
| Srta. La Paz            | Karen Daniela Alanoca Saavedra    | 24   | 1990       | 1.71   | La Paz                     | Estudia Derecho                     |
| Miss Litoral            | Neidy Andrea Forfori Aguilera     | 25   | 1989       | 1.79   | Camiri                     | Licenciada en Arquitectura          |
| Srta. Litoral           | Brenda Xiomara Ibáñez Viera       | 18   | 1996       | 1.83   | Santa Cruz                 | Estudia Comunicación Social         |
| Miss Oruro              | Alejandra Paola Miranda Villegas  | 20   | 1994       | 1.73   | Oruro                      | Estudia Fisioterapia                |
| Srta. Oruro             | Rudith Maylin Ibáñez Santiestevez | 19   | 1995       | 1.70   | Oruro                      | Estudia Bioquímica y Farmacia       |
| Miss Pando              | Merlin Hurtado Becerra            | 21   | 1993       | 1.66   | Cobija                     | Estudia de Enfermería               |
| Srta. Pando             | Maridolly Torquato Oliva          | 21   | 1993       | 1.73   | Cobija                     | Estudia Ingeniería Comercial        |
| Miss Potosí             | Valeria Ninozka Arias Rios        | 21   | 1993       | 1.69   | Nor Chichas - Potosí       | Estudia Administración de Empresas  |
| Srta. Potosí            | Sol Marina Onostre Largo          | 17   | 1997       | 1.74   | Tomas Frías – Potosí       | Estudia 6.º de secundaria - Colegio |
| Miss Residentes Bolivia | Lyanne Julia Rojas Toledo         | 22   | 1992       | 1.73   | Palma de Mallorca – España | Estudia Comunicación y Marketing    |
| Miss Santa Cruz         | Camila Alejandra Lepere Serrano   | 18   | 1996       | 1.76   | Santa Cruz de la Sierra    | Estudia de Comunicación Social      |
| Srta. Santa Cruz        | Mory Joselyn Toro Leigue          | 20   | 1994       | 1.78   | Santa Cruz de la Sierra    | Estudia Administración de Empresas  |
| Miss Tarija             | Noelia Andrea Camacho Segovia     | 18   | 1996       | 1.80   | Cercado                    | Estudia Comunicación Social         |
| Srta. Tarija            | Joselin Mariel Martínez Paredes   | 17   | 1997       | 1.70   | Bermejo                    | Estudia 6.º de Secundaria - Colegio |
| Miss Valle              | Damaris Vidal Serafim             | 26   | 1988       | 1.70   | Cochabamba                 | Estudia Medicina                    |

## Miss Bolivia Supranacional
Designada por Promociones Gloria para representar al País en este concurso internacional.
| Título                     | Departamento | Candidata                    | Edad | Estatura (m) | Ciudad Natal | Profesión             |
| -------------------------- | ------------ | ---------------------------- | ---- | ------------ | ------------ | --------------------- |
| Miss Bolivia Supranacional | Santa Cruz   | María Fernanda Rojas Pedraza | 23   | 1.73         | Montero      | Licenciada en Derecho |

## Datos acerca de las Candidatas

### Concursos Internacionales
Algunas candidatas concursaron o concursaran en algunos concursos internacionales
- Miss Chuquisaca - Eloisa Gutiérrez - Concurso en el Miss Tierra 2014 en Filipinas donde obtuvo dos medallas de plata y en el 2015 concurso en el Reinado Internacional del Café 2015 sin éxito en ambos.

- Miss Chuquisaca - Eloisa Gutiérrez - Concurso en el Miss Tierra 2014 en Filipinas donde obtuvo dos medallas de plata y en el 2015 concurso en el Reinado Internacional del Café 2015 sin éxito en ambos.

- Miss Beni - Romina Rocamonje - Mis Bolivia 2014 ganó la corona de Reina Hispanoamericana 2014 en Bolivia y concursara en el Miss Universo 2015 que se realizara el 20 de diciembre en Las Vegas Estados Unidos

- Miss Litoral - Andrea Forfori concurso en el Miss Mundo 2014 en el cual entró al top 10 de Belleza con Propósitos y entró al top 25 de las finalistas del Miss Mundo 2014, en el 2015 en el Miss Piel Dorada Internacional 2015 quedando como Virreina y en Miss Bikini Universe 2015 la cual salió de Finalista.

- María Fernanda Rojas concurso en Miss Supranacional 2014 donde se ubicó en el top 10 de trajes típicos, pero no entró al cuadro de finalistas.

- Miss Cochabamba - Nicole Vargas concurso en el Miss Turismo Internacional 2014 dónde ganó un título previo de "'Miss Retrato"', logró posicionarse en el top 20 de las finalistas.

- Miss Chuquisaca - Eloisa Gutiérrez - Concurso en el Miss Tierra 2014 en Filipinas donde obtuvo dos medallas de plata y en el 2015 concurso en el Reinado Internacional del Café 2015 sin éxito en ambos.

- Miss Santa Cruz - Camila Alejandra Lepere - concursó en Miss Grand Internacional 2014, donde realizó el 7 de octubre en Tailandia sin éxito en dicho concurso.

- Srta. Tarija -Joselyn Martínez - enviada por Promociones Gloria al Reinado Internacional de la Primavera en Trujillo - Perú como representante de Bolivia.

- Srta. Litoral - Brenda Ibáñez - concurso en el Miss Continentes Unidos 2014  en Guayaquil, Ecuador, sin éxito.

- Srta. Santa Cruz - Joselyn Toro,  participó en el Miss Global Teen 2012, quedando como primera finalista. y concurso en el Miss Internacional 2014 sin éxito y en 2015 representó a Bolivia en el Miss Turismo Planet 2015 no clasificó entre las finalistas pero logró ganar los títulos de Miss Turism América y Mejor Traje Típico.

### Concursos Nacionales
- María Fernanda Rojas – Miss Bolivia Supranacional 2014 a sus 18 años fue Miss Montero 2008, en el 2009 concurso en el Miss Santa Cruz 2009 en el cual no logró clasificar entre las finalistas, fue Señorita Calendario El Norte,  Reina de la Expornorte 2011 y Reina Nacional de la Caña y Azúcar 2012 en la cual ganó la corona y el 2015 participó en el Miss Bolivia Mundo 2015 no clasificó entre las finalistas pero ganó los títulos previos de Mejor Sonrisa, Mejor Proyecto con Propósito y Chef Sofía.

- Miss Andalucía – Abigail Saldias fue Reina de la Primavera 2013 de Yacuiba y Miss Yacuiba 2014

- Srta. Tarija -Joselyn Martínez fue Miss Bermejo 2014 y fue Miss Plurinacional Tarija 2013 y concurso en el Miss Plurinacional Bolivia 2013, resultó de Virreina Plurinacional 2013 y ganó miss Intelecto en dicho concurso.

- Stra. Chuquisaca  – Alejandra Guerra fue Miss Monteagudo 2013 así pudiendo participar en el Miss Chuquisaca 2014

- Miss Valle  – Damaris Vidal concurso en el Miss Cochabamba 2008 donde ganó el título de Miss valle 2008 por motivos de recursos no pudo participar en el Miss Bolivia 2008, y así en el 2014 se propuso volver a Miss Cochabamba 2014 donde ganó el mismo título de Miss valle 2014 donde se puso luchar por la corona Nacional.

- Miss Santa Cruz  – Camila Lepere concurso en el Miss Bolivian Tropic 2012 resultando (Señorita)

- Srta. Litoral - Brenda Ibáñez - Fue Reina de la Juventud 2011

### Designaciones
- Miss y Señorita Beni  fueron designadas a representar a su departamento por motivos que se presentaba por desastres naturales por ese motivo no se pudo realizar en el Miss Beni 2014

- Miss Residentes Bolivia -  Lyanne Rojas Toledo, fue designada a representar a los residentes boliviano en España en el miss Bolivia 2014 ya que la Miss Bolivia España 2013 Jhoselinee Jiménez (de Chuquisaca) pero debido a que Jhoselinee no puede cumplir con las actividades y la representación de los bolivianos residentes en España en el Miss Universo Bolivia 2014, ya que Lyanne quedó como primera finalista en Miss Bolivia España 2013.

| Predecesor: Miss Bolivia 2013 Claudia Tavel | Miss Bolivia 2014 31 de julio de 2014 | Sucesor: Miss Bolivia 2015 Paula Schneider |